# Antônio Fagundes
Antônio da Silva Fagundes Filho, né le 18 avril 1949 à Rio de Janeiro, est un acteur brésilien.

## Filmographie
- 1999-2000 : Terra Nostra (série télévisée)
- 2001 : Bossa Nova et vice versa (Bossa Nova)
- 2013 : Amor a Vida (L'Ombre du Mensonge)
- 2018 : O Grande Circo Místico